# Principauté épiscopale de Trente
Ne doit pas être confondu avec Archidiocèse de Trente.
1027–1803
Entités précédentes :
- Marche de Vérone

Entités suivantes :
- Comté de Tyrol

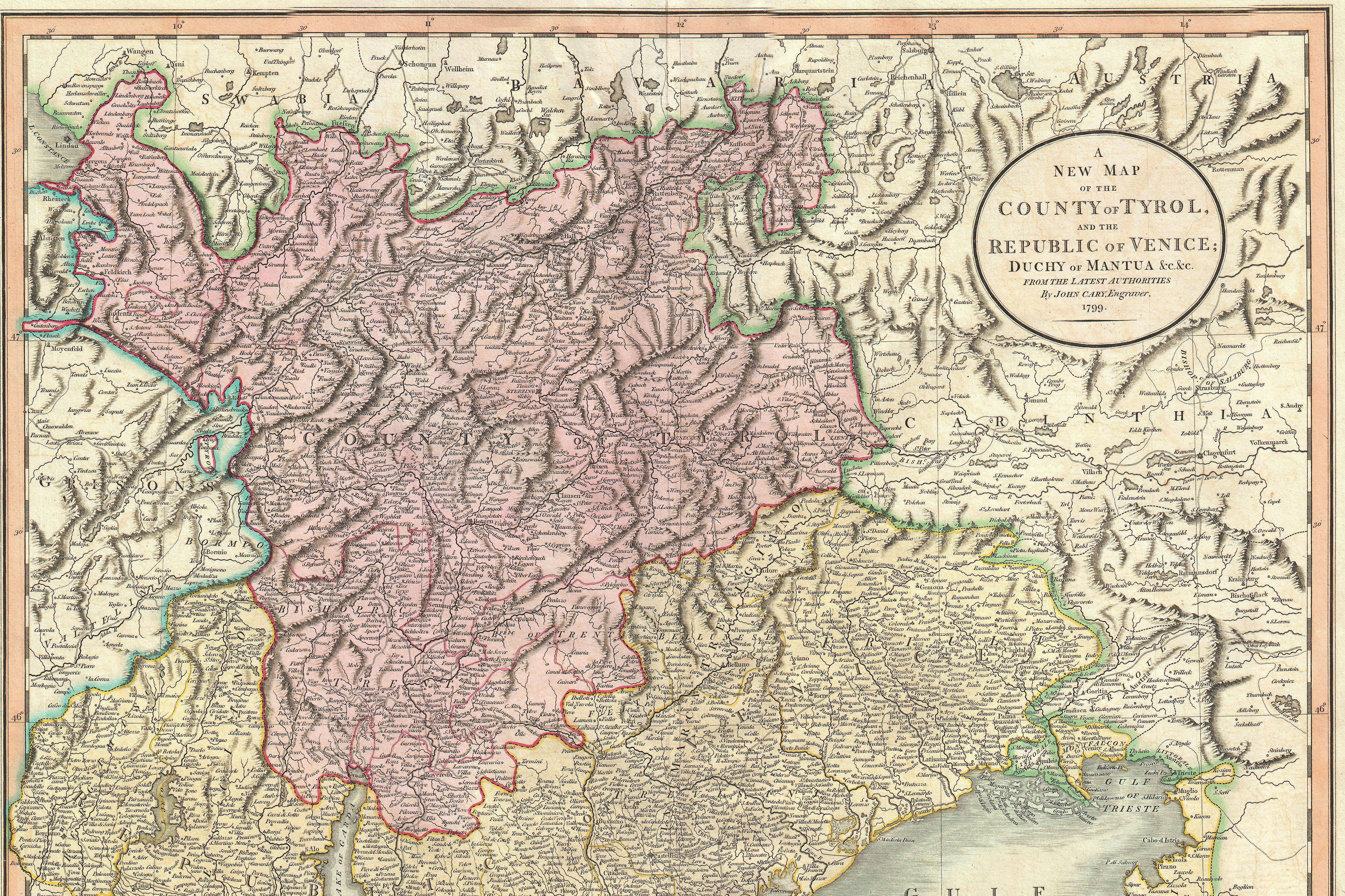
La principauté épiscopale de Trente (en rose).

La principauté épiscopale de Trente (en italien : principato vescovile di Trento) ou l'évêché de Trente (en allemand : Hochstift Trient) est un État du Saint-Empire romain germanique. Les princes-évêques obtiennent l'immédiateté impériale comme seigneurs temporels de la principauté épiscopale (Hochstift) vers l'an 1027. Leur siège est la cathédrale Saint-Vigile et le château du Bon-Conseil à Trente. Les frontières de la principauté et du diocèse de Trente, un suffragant du patriarcat d'Aquilée jusqu'en 1772, ne coïncident pas. 
Cet État existe pendant presque 800 ans, jusqu'au recès d'Empire en 1803. Les évêques de Trente font partie du collège des princes ecclésiastiques à la diète d'Empire. Lors de la diète à Trèves en 1512, la principauté épiscopale de Trente rejoint le cercle d'Autriche. Au XVIe siècle, la principauté est brièvement le centre de la chrétienté pendant le concile de Trente.

## Histoire

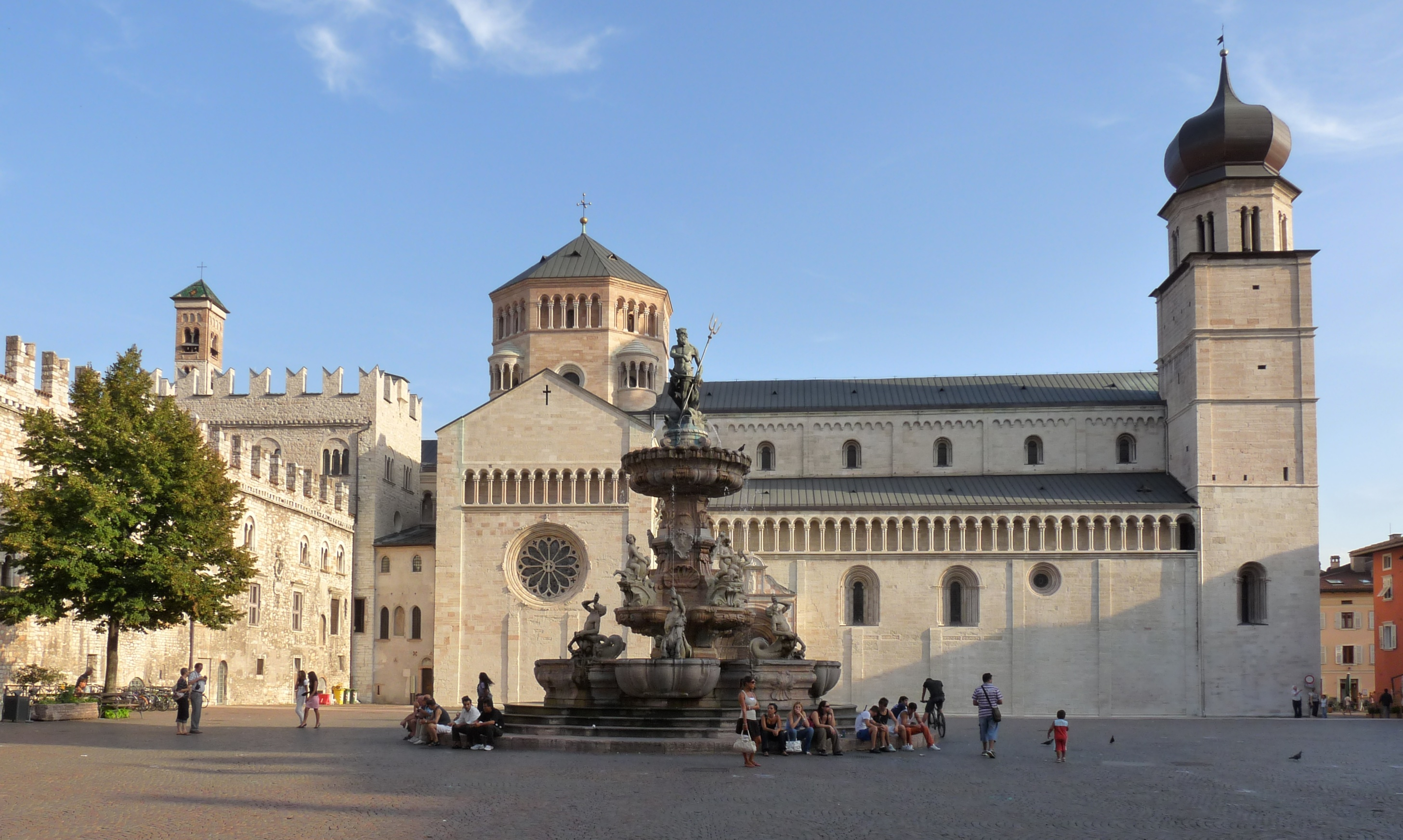
La cathédrale de Trente.

Avec Otton Ier, roi de la Francie orientale, qui se proclame roi d'Italie en 951, le passage à travers les Alpes est d'une grande importance stratégique pour les empereurs romains germaniques. Les évêques de Trente peuvent en 1004 déjà s'assurer d'importants droits du comtes, conférés par le roi Henri II. C'est en l'an 1027 que naît la principauté épiscopale. C'est à cette date que l'empereur Conrad II le Salique sépare le comté de Trente de la vaste marche de Vérone et ajoute les comtés bavarois de Bozen (Bolzano) et de Vinschgau (val Venosta) pour les donner aux évêques de Trente. 
Les comtes de Tyrol de la maison de Goritz agissent en tant que baillis (Vögte) des évêques et ils consolident leur influence dans l'évêché. À partir de 1511, les principautés épiscopales de Trente et de Brixen (Bressanone) forment une confédération perpétuelle avec le comté princier de Tyrol sous le règne de la maison autrichienne de Habsbourg, tout en conservant leur autonomie. Le début du XVIe siècle est marqué par une tentative de conquête vénitienne puis, en 1525, par l'extension de la guerre des Paysans allemands. 
La principauté est sécularisée par le traité de Lunéville en 1801 et finalement rattachée au comté de Tyrol par le recès d'Empire en 1803. En 1805, le territoire est attribué au nouveau royaume de Bavière, puis, en 1810, au royaume d'Italie créé par Napoléon Ier. Lors du congrès de Vienne en 1814, il revient à l'empire d'Autriche.